# 24 февруари
24 февруари е 55-ият ден в годината според григорианския календар. Остават 310 дни до края на годината (311 през високосна).

## Събития
- 303 г. – Император Диоклециан издава указ за преследване на християните в Римската империя.
- 1303 г. – Битката при Рослин, част от Първата война за независимост за Шотландия
- 1510 г. – Папа Юлий II отменя наложеното над Венеция отлъчване от Католическата църква.
- 1582 г. – Папа Григорий XIII представя за първи път Григорианския календар.
- 1607 г. – За първи път е поставена операта „Орфей“ на Клаудио Монтеверди по либрето на Алесандро Стриджо.
- 1616 г. – Комисия от римокатолически теолози определя идеята на Николай Коперник за хелиоцентричната система като „безсмислена, абсурдна, и официално еретична, тъй като отявлено противоречи на Светото писание...“.
- 1711 г. – Състои се премиерата на операта „Риналдо“ от Георг Фридрих Хендел в Лондон.
- 1719 г. – Император Петър I учредява в Санкт Петербург Кунсткамерата – първия руски музей.
- 1783 г. – Английският парламент взема решение за прекратяване на Британско-американската война.
- 1821 г. – Мексико получава независимост от Испания.
- 1839 г. – Уилям Отис получава патент за парен багер.
- 1841 г. – Създаден е окръг Ричлънд в щата Илинойс, САЩ.
- 1848 г. – Излиза „Манифест на комунистическата партия“, написана от Карл Маркс и Фридрих Енгелс.
- 1848 г. – Кралят на Франция Луи-Филип абдикира от престола; във Франция е обявена Втора република.
- 1861 г. – Великият църковен събор в Цариград низвергва и осъжда на заточение Иларион Макариополски, Авксентий Велешки и Паисий Пловдивски.
- 1876 г. – Състои се премиерата на музикалното произведение „В пещерата на планинския цар“ норвежкия композитор Едвард Григ в Осло.
- 1878 г. – Освободен е град Горна Джумая (дн. Благоевград).
- 1878 г. – Руско-турска война: Щабът на руската армия пристига в Сан Стефано.
- 1881 г. – Основан е чилийският град Темуко.
- 1887 г. – Париж и Брюксел стават първите столици, свързани с телефонна връзка, това също е и първата интернационална телефонна връзка в Европа.
- 1895 г. – Започва Националноосвободителното въстание в Куба против испанските колонизатори, начело с Хосе Марти.
- 1910 г. – Създаден е шведският футболен отбор Малмьо ФФ.
- 1918 г. – Естония приема декларация за независимост от Русия.
- 1921 г. – С Указ на цар Борис III се премахва наборната военна служба в Българската армия и се преминава към платена доброволческа служба на войнишкия състав.
- 1932 г. – Създаден е Висшият електорален съд – най-високата инстанция на изборното правосъдие в Бразилия.
- 1938 г. – В САЩ за първи път е използван найлон за стока за широко потребление – започва производството на найлонова четка за зъби.
- 1939 г. – Унгария се присъединява към Антикоминтерновия пакт.
- 1940 г. – Открито е XXV обикновено народно събрание.
- 1941 г. – Япония провъзгласява за своя територия островите в Океания.
- 1942 г. – Излъчено е първото предаване по радио „Гласът на Америка“.
- 1942 г. – Втората световна война: Съветска подводница торпилира и потапя край Босфора българския кораб Струма, превозващ 778 български евреи бежанци към Палестина.
- 1945 г. – Втората световна война: Първа българска армия с командващ генерал-лейтенант Владимир Стойчев получава задачата за провеждане на Мурската операция.
- 1946 г. – В Аржентина Хуан Перон е избран за президент.

- 1955 г. – Турция и Иран сключват Багдадския пакт, просъществувал 24 години.
- 1958 г. – Създадена е кубинска радиостанция Радио Ребелде от Че Гевара.
- 1962 г. – Закрито е III народно събрание.
- 1964 г. – Касиус Клей (Мохамед Али) става за първи път световен шампион по бокс в тежка категория.
- 1966 г. – Ганайският президент Кваме Нкрума е свален, докато гостува в Чили.
- 1969 г. – Джими Хендрикс изнася последния си концерт в Англия.
- 1969 г. – Американският космически кораб Маринър 6 е изстрелян към Марс.
- 1981 г. – Официално са закрити 13-те Зимни олимпийски игри 1980 в Лейк Плесид, щата Ню Йорк, САЩ.
- 1981 г. – Бъкингамският дворец обявява годежа на принц Чарлз и лейди Даяна Спенсър.
- 1984 г. – Дяволският мост на река Арда близо до град Ардино е обявен за паметник на културата.
- 1984 г. – Започва дипломатическото сътрудничество на Камерун с България.
- 1988 г. – След представление в Германия зрителите аплодират Лучано Павароти в продължение на 1 час и 7 минути, в резултат на което той излиза на сцената 165 пъти.
- 1992 г. – Създаден е Национален парк Рила с обща площ 107 924 хектара.
- 2002 г. – Приключват Зимните олимпийски игри в Солт Лейк Сити.
- 2004 г. – Българинът подполковник Петко Лилов, който е командир на българския батальон в Кербала, Ирак, е назначен за вицегубернатор на града.
- 2007 г. – Официално е открит стадионът на Ковънтри Сити – Рикох Арена.
- 2008 г. – Фидел Кастро се оттегля от поста Президент на Куба, след като близо 50 години изпълнява тази длъжност.
- 2013 г. – Митрополит Неофит е избран за Патриарх на Българската православна църква
- 2022 г. – Русия напада Украйна в 5:00 сутринта

## Родени
- 1463 г. – Джовани Пико дела Мирандола, италиански хуманист († 1494 г.)
- 1500 г. – Карл V, император на Свещената Римска империя († 1558 г.)
- 1536 г. – Климент VIII, римски папа († 1605 г.)
- 1547 г. – Хуан Австрийски, испански военачалник († 1578 г.)
- 1619 г. – Шарл Льо Брюн, френски художник († 1690 г.)
- 1644 г. – Мария Елизабета Лемерхирт, майка на Йохан Себастиан Бах († 1694 г.)
- 1767 г. – Рама II, крал на Сиам († 1824 г.)
- 1786 г. – Вилхелм Грим, германски филолог († 1859 г.)
- 1788 г. – Юхан Дал, норвежки художник († 1857 г.)
- 1817 г. – Огюст-Александър Дюкро, френски генерал († 1882 г.)
- 1829 г. – Фридрих Шпилхаген, германски писател († 1911 г.)
- 1831 г. – Лео фон Каприви, пруски генерал († 1899 г.)
- 1842 г. – Ариго Бойто, италиански поет († 1918 г.)
- 1850 г. – Мари Ясаи, унгарска артистка († 1926 г.)
- 1863 г. – Франц фон Щук, немски художник († 1928 г.)
- 1870 г. – Теодор Гълъбов, български стенограф († 1935 г.)
- 1875 г. – Константин Хирл, немски политик († 1955 г.)
- 1878 г. – Александър Божинов, български художник († 1968 г.)
- 1882 г. – Стоян Романски, български езиковед († 1959 г.)
- 1884 г. – Иван Абаджиев, български офицер († ? г.)
- 1885 г. – Станислав Игнаци Виткевич, полски писател († 1939 г.)
- 1885 г. – Честър Нимиц, американски адмирал († 1966 г.)
- 1890 г. – Ангел Димитров, български цирков артист († 1965 г.)
- 1893 г. – Крум Кюлявков, български писател († 1955 г.)
- 1895 г. – Всеволод Иванов, съветски писател († 1963 г.)
- 1896 г. – Григор Агаронян, арменски скулптор († 1980 г.)
- 1897 г. – Никола Недков, български лекар († 1955 г.)
- 1899 г. – Михаил Громов, съветски авиатор († 1985 г.)
- 1900 г. – Максим Щраух, съветски артист († 1974 г.)
- 1902 г. – Борис Левиев, български диригент и композитор († 1968 г.)
- 1909 г. – Огъст Дърлет, американски писател († 1971 г.)
- 1910 г. – Тилемахос Кантос, кипърски художник († 1993 г.)
- 1912 г. – Иржи Трънка, чешки художник († 1969 г.)
- 1916 г. – Иван Башев, български политик († 1971 г.)
- 1918 г. – Винчо Христов, български партизанин († 1943 г.)
- 1931 г. – Славе Македонски, български писател († 2002 г.)
- 1932 г. – Мишел Льогран, френски композитор († 2019 г.)
- 1933 г. – Веселин Искърски, български журналист († 1995 г.)
- 1936 г. – Чудомир Начев, български лекар († 2005 г.)
- 1938 г. – Филип Найт, американски предприемач (Nike)
- 1940 г. – Денис Лоу, шотландски футболист († 2025 г.)
- 1941 г. – Сам Лундвал, шведски фантаст
- 1943 г. – Христо Проданов, български алпинист († 1984 г.)
- 1944 г. – Дейвид Уайнленд, американски физик, Нобелов лауреат
- 1946 г. – Ратомир Дуйкович, сръбски футболист
- 1947 г. – Едуард Джеймс Олмос, американски актьор
- 1948 г. – Уолтър Смит, шотландски футболист († 2021 г.)
- 1950 г. – Любен Чаталов, български актьор
- 1955 г. – Ален Прост, френски пилот от Формула 1
- 1955 г. – Стив Джобс, американски предприемач и изобретател († 2011 г.)
- 1956 г. – Джудит Бътлър, американски философ
- 1960 г. – Валери Цеков, български политик
- 1964 г. – Иван Маринов – Маслара, български футболист
- 1966 г. – Били Зейн, американски актьор
- 1966 г. – Милена Славова, пънк/рок певица
- 1968 г. – Мартин Вагнер, германски футболист
- 1971 г. – Педро де ла Роса, испански пилот във Формула 1
- 1972 г. – Владимир Колев, български футболист
- 1972 г. – Крис Фен, американски музикант
- 1973 г. – Йордан Йовчев, български гимнастик
- 1981 г. – Лейтън Хюит, австралийски тенисист
- 1982 г. – Клара Кукалова, чешка тенисистка
- 1987 г. – Жельо Желев, български футболист
- 1988 г. – Майкъл Джонсън, английски футболист

## Починали
- 1646 г. – Андерс Буре, шведски топограф (* 1571 г.)
- 1704 г. – Марк Антоан Шарпантие, френски композитор (* 1643 г.)
- 1777 г. – Жозе I, крал на Португалия (* 1714 г.)
- 1799 г. – Георг Кристоф Лихтенберг, германски математик и физик (* 1742 г.)
- 1810 г. – Хенри Кавендиш, английски учен (* 1731 г.)
- 1856 г. – Николай Лобачевски, руски математик (* 1792 г.)
- 1862 г. – Бернхард Ингеман, датски писател (* 1789 г.)
- 1905 г. – Ташко Цветков, български революционер (* 1865 г.)
- 1907 г. – Карло Хошек, чешки и български революционер (* 1871 г.)
- 1907 г. – Пасхалис Цягас, гръцки капитан (* 1873 г.)
- 1910 г. – Карл Лемох, руски художник от немски произход (* 1841 г.)
- 1913 г. – Йоанис Капитанис, гръцки революционер (* 1875 г.)
- 1919 г. – Авксентий Пелагонийски, български духовник (* 1850 г.)
- 1923 г. – Елена Грънчарова, българска революционерка (* 1842 г.)
- 1925 г. – Карл Ялмар Брантинг, министър-председател на Швеция, Нобелов лауреат през 1921 (* 1860 г.)
- 1930 г. – Василий Завялов, руски физиолог и биохимик (* 1873 г.)
- 1934 г. – Гаврил Занетов, български юрист (* 1863 г.)
- 1935 г. – Христо Стойчев, български лекар–балнеолог (* 1872 г.)
- 1941 г. – Емил Зегадлович, полски писател (* 1888 г.)
- 1942 г. – Борис Иванов, български ботаник (* 1879 г.)
- 1947 г. – Пиер Жане, френски философ (* 1859 г.)
- 1951 г. – Георги Попаянов, български революционер (* 1881 г.)
- 1953 г. – Герд фон Рундщет, германски фелдмаршал (* 1875 г.)
- 1963 г. – Мила Павлова, българска актриса (* 1928 г.)
- 1973 г. – Димитър Табаков, български математик (* 1879 г.)
- 1975 г. – Николай Булганин, съветски политически и военен деец (* 1885 г.)
- 1976 г. – Димитър Митрев, югославски писател (* 1919 г.)
- 1981 г. – Георги Наджаков, български физик (* 1897 г.)
- 1988 г. – Блюма Зейгарник, руска психоложка (* 1900 г.)
- 1989 г. – Тодор Панайотов, български художник (* 1927 г.)
- 1993 г. – Боби Мур, английски футболист (* 1941 г.)
- 1994 г. – Димитър Грива, български композитор (* 1914 г.)
- 1995 г. – Ката Лахтова, югославски политик (* 1924 г.)
- 2001 г. – Клод Шанън, американски информационен теоретик (* 1916 г.)
- 2014 г. – Харолд Реймис, американски актьор, режисьор и сценарист (* 1944 г.)
- 2016 г. – Йордан Соколов, български политик (* 1933 г.)
- 2020 г. – Катрин Джонсън, американска физичка (* 1918 г.)

## Празници
- Естония – Ден на независимостта (обявена през 1918 г., от Русия, национален празник)
- Мексико – Ден на националното знаме (чества се от 1937 г.)
- Румъния – Общонароден празник Драгобете (ден, от който птиците започват пролетното чифтосване, ден на любовниците)
- Тайланд – Ден на националните артисти (чества се от 1985 г.)